# Bạc(I) phosphat
Bạc(I) phosphat còn được gọi dưới cái tên khác bạc(I) orthophosphat là một hợp chất hóa học vô cơ có thành phần chính gồm nguyên tố bạc và nhóm phosphat, với công thức hóa học được quy định là Ag3PO4. Hợp chất này tồn tại dưới dạng thức là một chất nhạy cảm với ánh sáng và có màu vàng.

## Sử dụng
Cũng như các hợp chất khác có vai trò quan trọng trong ngành hóa học phân tích, bạc(I) phosphat cũng được sử dụng trong việc mạ bạc các vật liệu sinh học (sau khi hợp chất này đã bị khử thành kim loại bạc tự do) - như một chất phóng đại cho phosphat.
Ngoài các ứng dụng trên, bạc(I) phosphat còn được sử dụng trong ngành nhiếp ảnh thời kì đầu như là một chất nhạy sáng.
Trong năm 2010, bạc(I) phosphat được báo cáo là có năng suất lượng tử cao (90%) như chất xúc tác quang cho sự phân tách nước quang hóa nhìn thấy được và để sản xuất oxy hoạt hóa bằng phương pháp tương tự.
Bạc(I) phosphat cũng là một chất liệu tiềm năng để kết hợp tính chất kháng khuẩn ion bạc thành vật liệu.

## Hợp chất khác
Ag3PO4 còn tạo một số hợp chất với NH3, như Ag3PO4·4NH3 là tinh thể trắng.